# Siim Kallas
Siim Kallas (Tallinn, 1948. október 2. –) észt politikus, 2010 és 2014 között az Európai Bizottság közlekedésért felelős biztosa, egyúttal a 27 tagú testület öt alelnökének egyike, az Észt Reformpárt tagja és vezetője (1994–2004). Lánya, Kaja Kallas 2021. január 26-tól Észtország miniszterelnöke.

## Élete
Korábban a Szovjetunió Legfelső Tanácsának a tagja, az észt jegybank elnöke, a balti állam külügy- és pénzügyminisztere, illetve kormányfője, 2004 és 2014 között pedig az Európai Bizottság tagja, ahol különböző biztosi portfólióiért volt felelős. Először a gazdasági és monetáris ügyekért Joaquín Almunia mellett, majd az igazgatási ügyekért, pénzügyi ellenőrzésért és csalás elleni küzdelemért az Első Barroso-bizottságban, végül pedig a közlekedésért a Második Barroso-bizottságban.

## Fordítás
- Ez a szócikk részben vagy egészben a Siim Kallas című angol Wikipédia-szócikk ezen változatának fordításán alapul.  Az eredeti cikk szerkesztőit annak laptörténete sorolja fel. Ez a jelzés csupán a megfogalmazás eredetét és a szerzői jogokat jelzi, nem szolgál a cikkben szereplő információk forrásmegjelöléseként.